# Palais Vitzthum-Schönburg

Palais Vitzthum-Schönburg

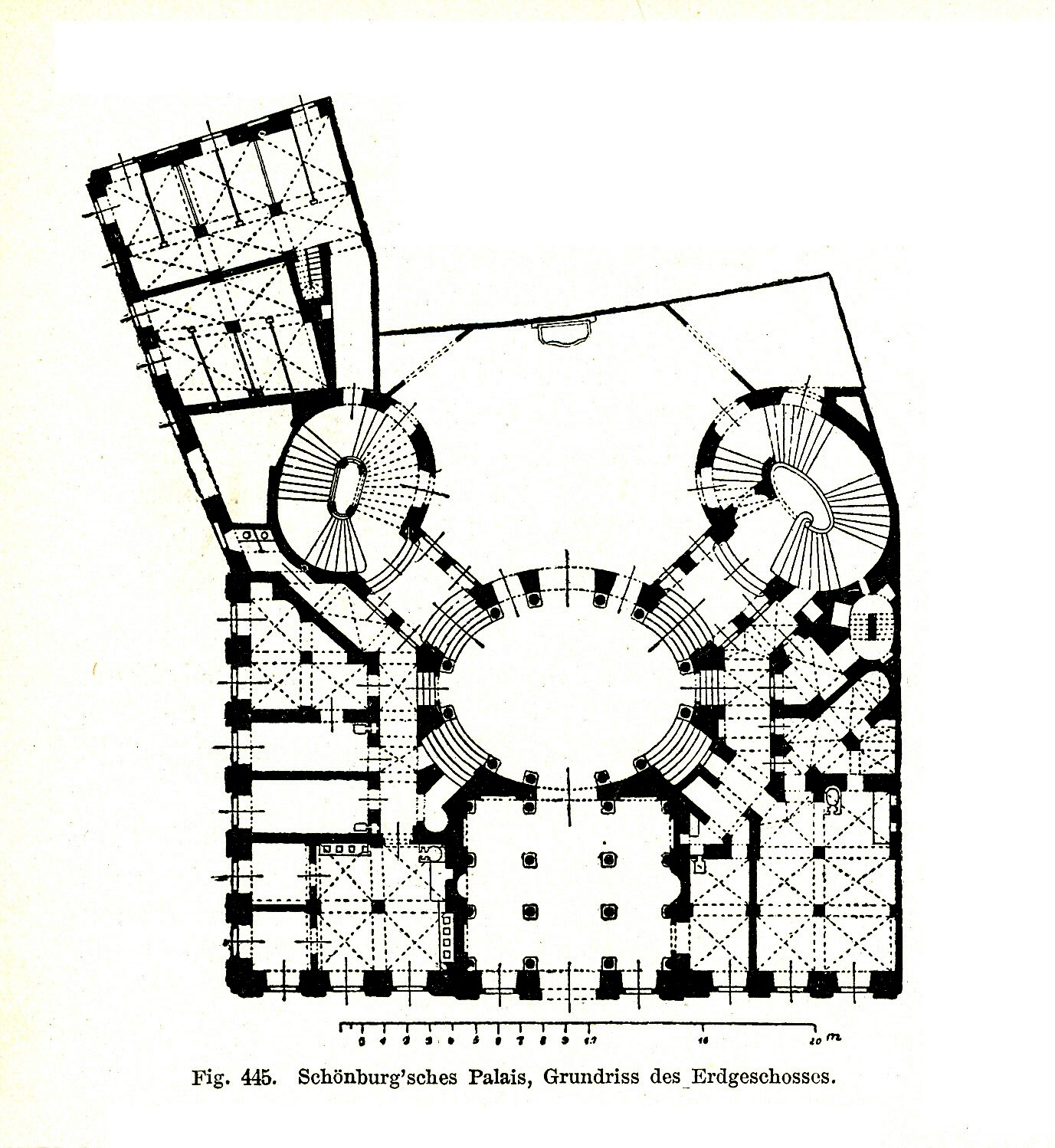
Grundriss des Palais Vitzthum-Schönburg

Das Palais Vitzthum-Schönburg war ein Palais an der Ecke Moritzstraße 19 und Badergasse in Dresden.

## Geschichte
Das Palais wurde vor 1756 errichtet. Beim preußischen Bombardement 1760 wurde es schwer beschädigt und 1774 nach Plänen von Gottlob August Hölzer wieder aufgebaut. 1885 wurde das Palais beim Durchbruch der König-Johann-Straße abgebrochen. Das Gebäude entstand laut Fritz Löffler vermutlich nach Entwürfen von Julius Heinrich Schwarze. Diese Zuschreibung begründete Löffler mit der „engen Beziehungen zum Pariser Hôtel-Stil“. Ein ovaler Festsaal, wie ihn auch das Palais Vitzthum-Schönburg besaß, wurde bereits mit Schwarzes Hauptwerk, dem 1742 errichteten Palais Moszyńska, in Dresden eingeführt.
1774 erwarb Graf Friedrich August Vitzthum von Eckstädt († 1803) das Palais, später gelangte der Bau in den Besitz des fürstlich Schönburgschen Hauses.

## Baubeschreibung

### Inneres
In der Mitte befand sich eine Eingangshalle, die zu einem ovalen Saal führte, an den sich wiederum zwei ovale Treppenhäuser anschlossen. Gurlitt bemerkte, dass der „Grundriss des Erdgeschosses […] eine von der sonst in Dresden üblichen ganz abweichende Raumanordnung von grosser künstlerischer Feinheit“ aufwies, wobei der ovale Vorsaal und die beiden gleichfalls ovalen Treppen „an italienische Vorbilder“ erinnerten. Die rechte Treppe führte lediglich ins Hauptgeschoss, während die Obergeschosse nur über das linke Treppenhaus erreichbar waren. Der Speisesaal lag in der Hauptachse über der Vorhalle.

### Äußeres
Das Gebäude war dreieinhalbgeschossig und in neun Achsen unterteilt. Das Erdgeschoss und das Hochparterre darüber waren durch Putzbänderung zusammengefasst. Die Fassaden waren in den beiden Obergeschossen durch korinthische Kolossalpilaster gegliedert. Alle Brüstungsfelder des zweiten Obergeschosses waren mit Blütenketten und Festons geschmückt, in die teilweise sogar Bildnismedaillons eingearbeitet waren. Das schwere Gebälk war im obersten Gesims mit einem Zahnschnitt versehen. Die drei mittleren Achsen waren besonders im Stil des Dresdner Rokoko betont, so war der dreiachsige Mittelrisalit oberhalb der Rundbogenfenster des Hauptgeschosses mit Reliefs geschmückt. Dem Mittelrisalit war ein konsolengetragener Balkon mit reich verziertem Gitter vorgelegt. Stefan Hertzig sieht hier einen Eklektizismus, eine Mischung aus Klassizismus, Barock und Rokoko: 

„Noch einmal zeigte dieser Bau die ganze Ambivalenz der Epoche auf … Interessanterweise standen diese klassizierenden Elemente jedoch gleichberechtigt neben Formen, die noch deutlich der Stilstufe des Dresdner Barock bzw. Rokoko zuzuordnen waren.“